# Faza pomorska
Faza pomorska – faza postojowa czoła lądolodu skandynawskiego podczas zlodowacenia północnopolskiego.
Wyróżnianie fazy pomorskiej opiera się przede wszystkim na kryterium geomorfologicznym, mianowicie istnieniu wyraźnego ciągu moren czołowych, przebiegającego przez Pomorze, w przybliżeniu przez okolice Myśliborza, Choszczna, Drawska Pomorskiego, Miastka i Bytowa, a dalej na wschód przez okolice Iławy, Morąga i Olsztyna. Najwyższym wzniesieniem tego ciągu moren jest Wieżyca. 
Moreny fazy pomorskiej kontynuują się na zachód na terenie Niemiec, gdzie fazę nazywa się tak samo (Pommern-Phase), a dalej w Danii, gdzie używa się nazwy faza Bælthav. Podczas fazy pomorskiej wody roztopowe lodowca odpływały na zachód Pradoliną Toruńsko-Eberswaldzką.
Jako pierwszy fazę tę wyróżnił Paul Woldstedt. 
Fazę pomorską datuje się na około 16 tys. lat BP. 